# السير وليام كنغرف، برونت الثاني
السير ويليام كنغرف برونت الثاني (بالإنجليزية: Sir William Congreve, 2nd Baronet)‏ (20 مايو 1772 - 16 مايو 1828) كان مخترح إنجليزي ورائد الصواريخ المدفعية اشتهر بتصميم و تطوير صواريخ كنغرف.

## روابط خارجية
- السير وليام كنغرف، برونت الثاني على موقع الموسوعة البريطانية (الإنجليزية)

- Hansard 1803–2005: contributions in Parliament by السير وليام كنغرف
- المدفعية الملكية التابعة للحروب النابليونية